# سرویس چای‌خوری

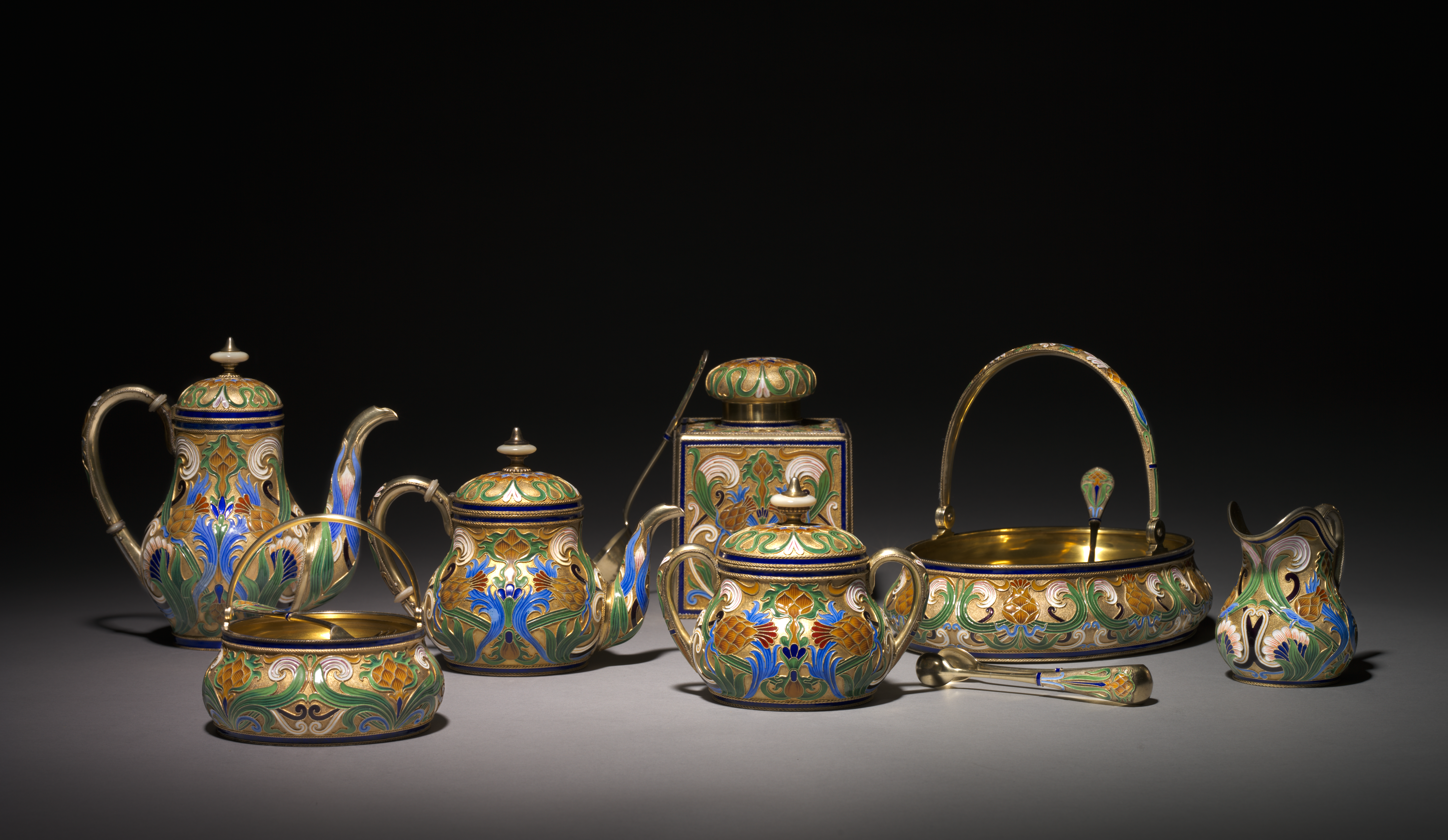
یک سرویس چای‌خوری اشرفی روسی از جنس نقره، اثر پیتر کارل فابرژه. این اثر اکنون در مالکیت موزه هنر کلیولند قرار دارد.

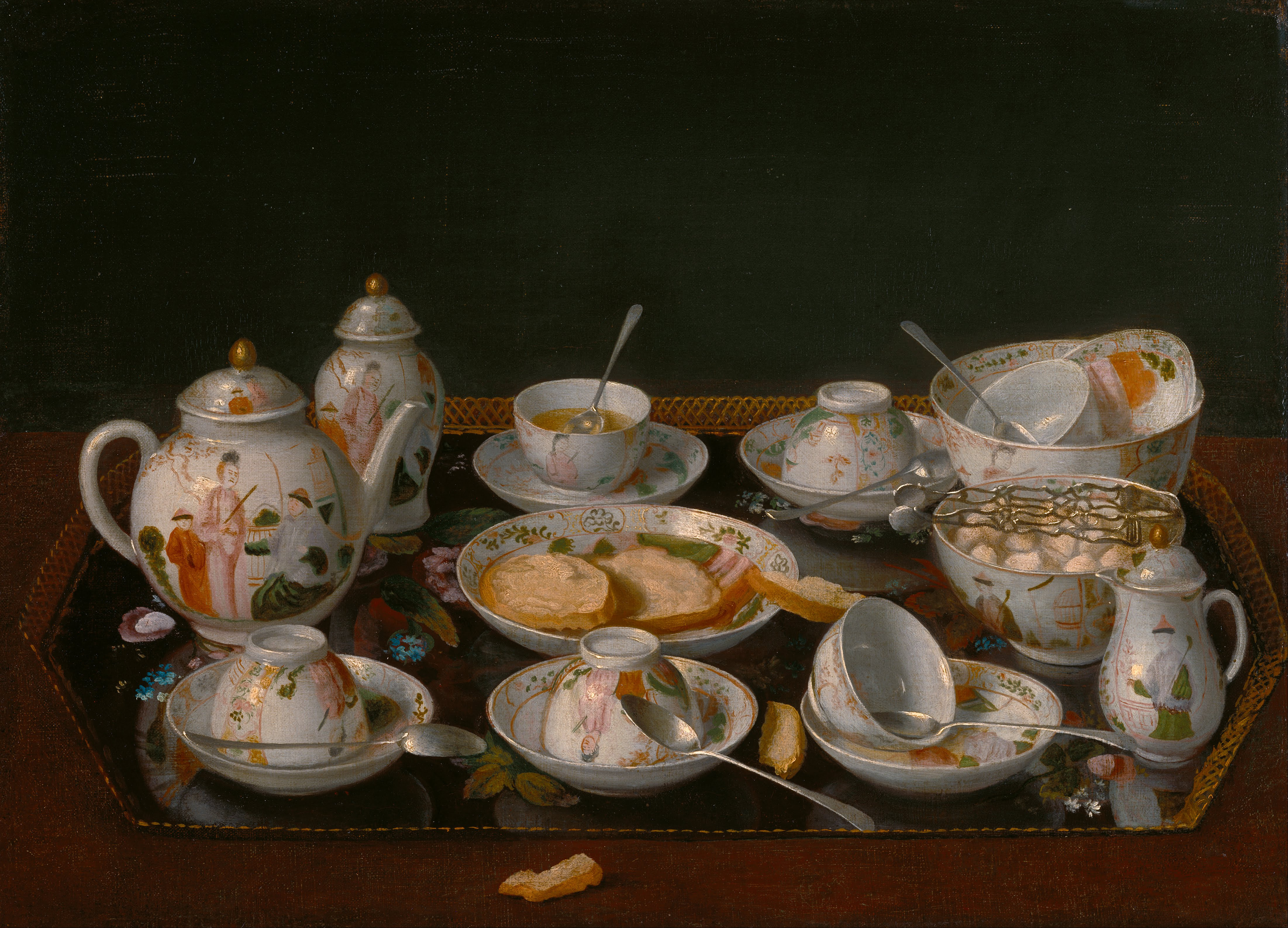
طبیعت بی‌جان سرویس چای‌خوری، نام اثری است از ژان-اتین لیوتار، نقاش سوئیسی سدهٔ ۱۸ میلادی. اثر یک سرویس چای‌خوری چینی را پس از صرف‌شدن صبحانه/عصرانه به تصویر کشیده‌است. تابلو اکنون در مالکیت مرکز گتی قرار دارد.

سرویس چای خوری به مجموعهٔ ظروفی که برای چای بعد از ظهر یا ضیافت رسمی چای مورد استفاده قرار می‌گیرد گفته می‌شود. سرویس چای خوری شامل بیش از ۲۵ جز ظرف متفاوت می‌شود.